# Мириманов, Виль Борисович
Виль Бори́сович Мирима́нов (1929—2004) — советский и российский искусствовед-африканист. Доктор искусствоведения.

## Биография
Родился в семье сотрудника НКПС Бориса Николаевича Мириманова (расстрелян в 1937 году). Мать — Анаида Христофоровна Варданиан (1908—1981). В 1935 году родители Виля разошлись, и мать с сыном уехала к брату, Степану Варданиану в Таганрог. Там она вышла замуж за председателя горплана Левона Сергеевича Тер-Минасова. В 1937 году и брат, и муж Анаиды были расстреляны по одному делу, а её с семьёй выслали в Белебей. Там она вышла замуж за другого ссыльного, Петра Георгиевича Жукова (1917—1993).
В 1946 году поступил в Ленинградское архитектурно-художественное ремесленное училище № 9 (окончил в 1949 году), затем окончил школу рабочей молодёжи, а с 1951 года учился на факультете теории и истории искусства Института живописи, скульптуры и архитектуры имени Репина, который закончил в 1956 году.
В 1957—1958 годах — сотрудник Дирекции художественных выставок и панорам Министерства культуры СССР.
В 1958—1960 годах — сотрудник Государственного Музея изобразительных искусств им. А. С. Пушкина.
В 1960—1970 годах — научный сотрудник Института Африки.
В 1964 году в Институте живописи, скульптуры и архитектуры имени И. Е. Репина АХ СССР защитил диссертацию на соискание учёной степени кандидата искусствоведения по теме «Наскальные изображения на территории Сахары»
В 1970—1992 годах — научный сотрудник Института мировой литературы РАН.
В 1978 году в ВНИИ искусствоведения защитил диссертацию на соискание учёной степени доктора искусствоведения по теме «Искусство тропической Африки. Систематика. Эволюция» (специальность 17.00.04 — изобразительное и декоративно- прикладное искусство и архитектура).
В 1992—2004 годах — ведущий научный сотрудник Института высших гуманитарных исследований РГГУ.
Член диссертационного совета РГГУ — Д.212.198.06, член секции искусствознания Московского отделения Союза художников России, член Международной ассоциации искусствоведов (А1СА), ассоциированным членом редакционного совета журнала «Current Anthropology», член «Collège de Pataphysique» (Париж, с 1962 года).
Автор более 100 научных работ. Направления исследований: генезис и типология ранних форм искусства; реконструкция истории африканского искусства; эволюция центрального образа картины мира в изобразительном искусстве; примитивное искусство в становлении европейского художественного авангарда.
Похоронен в Москве на Перепечинском кладбище.